# Kjersti Toppe
Kjersti Toppe, née le 20 octobre 1967 à Bergen, est une femme politique norvégienne, membre du Parti du Centre. Elle est élue au Storting depuis 2009 et ministre de l'Enfance et des Affaires familiales dans le gouvernement de Jonas Gahr Støre de 2021 à 2025. 

## Biographie
Kjersti Toppe est diplômée au Åsane gymnas en 1986 et obtient un diplôme de médecine de l'Université de Bergen en 1992. Elle exerce comme médecin à Bremanger puis à Bergen,.
De 2003 à 2009, Kjersti Toppe est cheffe de groupe au conseil municipal de Bergen et membre du conseil du comté de Hordaland de 2007 à 2009. 
Elle est élue pour la première fois au Storting en 2009 et réélue en 2013, 2017 et 2021. Durant toute cette période, elle est vice-présidente du comité de la santé et des soins du Storting. 
Pendant la campagne électorale, elle se focalise sur les soins de santé et s'engage à lutter contre la fermeture des hôpitaux ruraux.Elle est le porte-parole du parti pour la politique de santé.
Le 14 octobre 2021, elle devient ministre de l'Enfance et des Affaires familiales dans le gouvernement de Jonas Gahr Støre.
Kjersti Toppe s'appuie davantage sur la législation pour améliorer la santé publique que cela n'a été le cas auparavant, ce qui est controversé. Parmi les mesures qu'elle propose figurent l'interdiction des solariums pour les jeunes, des restrictions dans la vente d'alcool et du tabac à priser. Elle s'oppose à la privatisation des services de santé et souhaite que les hôpitaux soient gérés par des représentants élus. Se basant sur son expérience d'ancienne médecin municipale, elle s'engage à diminuer le travail administratif des médecins

## Vie privée
Kjersti Toppe est mère de six enfants. Elle dit devoir constamment défendre ses choix : que ce soit pour privilégier sa vie privée : quitter son travail aux urgences médicales de Bergen lors de sa cinquième grossesse, ou privilégier sa fonction publique :, se présenter aux élections plutôt que de s'occuper de ses enfants.